# Бобров, Алексей Александрович (футболист)
Алексе́й Алекса́ндрович Бобро́в (27 марта 1972, Москва) — советский и российский футболист, полузащитник.

## Биография
Воспитанник СДЮШОР-3 Советского РОНО Москвы, первый тренер Е. В. Лапков.
Начинал карьеру в московском ЦСКА. В 1990 году провёл 9 игр за ЦСКА-2. В 1992 году сыграл 6 игр в высшей лиге. В 1993 году вместе с тольяттинской «Ладой» добыл путёвку в высшую лигу, после чего вновь был заигран за ЦСКА. Вторую половину 1994 года защищал цвета «Ростсельмаша».
С 1995 года играл за «Ладу-Град». В 1999 году опять играл в высшей лиге, на этот раз за «Шинник». В 2000 году вернулся в Тольятти. С 2001 года играл во втором дивизионе, пока в 2003 году не выиграл вместе с «Луч-Энергией» зону «Восток». В 2006 году завершил карьеру в серпуховской «Звезде».
В высшей лиге провел 24 матча.
Работал тренером в ФШ «Чертаново».

## Достижения
- Финалист Кубка России: 1994
- Победитель Первого дивизиона: 1993
- Серебряный призёр Первого дивизиона: 1994
- Победитель Второго дивизиона (3): 1996 (зона «Центр»), 2002 (зона «Поволжье»), 2003 (зона «Восток»)